# Schieferlandschaft von Nordwestwales
Die Schieferlandschaft von Nordwestwales (englisch: Slate Landscape of Northwest Wales) wurde 2021 in die Liste des UNESCO-Welterbes aufgenommen.

## Begründung für die Aufnahme in die Liste der Welterbestätte
Die Schieferlandschaft von Nordwestwales veranschaulicht den Wandel, den die industrielle Schiefergewinnung und der Bergbau in der traditionellen ländlichen Umgebung der Berge und Täler des Snowdon-Massivs bewirkten. Das Gebiet, das sich von den Berggipfeln bis zur Meeresküste erstreckte, bot Chancen und Zwänge, die von den groß angelegten industriellen Prozessen genutzt und herausgefordert wurden, die von Landbesitzern und Kapitalanlegern durchgeführt wurden und die landwirtschaftliche Landschaft während der Industriellen Revolution (1780–1914) in ein industrielles Zentrum für die Schieferproduktion verwandelten. Das Sammelobjekt besteht aus sechs Teilen, die jeweils Relikte von Steinbrüchen und Bergwerken, archäologische Stätten im Zusammenhang mit der industriellen Schieferverarbeitung, historische Siedlungen, historische Gärten und herrschaftliche Landhäuser, Häfen und Kais sowie Eisenbahn- und Straßensysteme umfassen, die die funktionalen und sozialen Verbindungen der reliktischen Schieferindustrielandschaft illustrieren. Das Gebiet war nicht nur für den Export von Schiefer von internationaler Bedeutung, sondern auch für den Export von Technologie und qualifizierten Arbeitskräften von den 1780er Jahren bis zum frühen 20. Jahrhundert. Es spielte eine führende Rolle in diesem Bereich und war ein Modell für andere Schieferbrüche in verschiedenen Teilen der Welt. Er ist ein wichtiges und bemerkenswertes Beispiel für den Austausch von Materialien, Technologie und menschlichen Werten.

## Einzelgebiete
Die Welterbestätte umfasst insgesamt sechs räumlich getrennte Schieferabbaugebiete mit den zugehörigen Gemeinden und Infrastrukturen, die aufgrund ähnlicher industrieller Entwicklung thematisch zusammengefasst werden:
- Penrhyn Slate Quarry and Bethesda and the Ogwen Valley to Port Penrhyn
- Dinorwig Slate Quarry Mountain Landscape
- Nantlle Valley Slate Quarry Landscape
- Gorseddau and Prince of Wales Slate Quarries, Railways and Mill
- Ffestiniog: its Slate Mines and Quarries, ‘city of slates’ and Railway to Porthmadog
- Bryneglwys Slate Quarry, Avergynolwyn Village and the Talyllyn Railway